# 刺馬案
刺馬案為中國晚清同治年間兩江總督馬新貽被刺殺之事案。

## 案件始末
同治九年七月二十六日（1870年8月22日）早上10:30左右，兩江總督馬新貽自金陵校閱場觀清軍射箭訓練，閱兵後，返回總督轅門，半途有人攔路喊冤，刺客張汶祥（本名張文祥，被清朝刑部改為「張汶祥」，因清廷習慣將重犯名字加上艸字旁或水字旁，以喻為草莽大盜、江洋大盜，如孫文被清廷改為孫汶）趁隙以匕首刺傷馬新貽，馬新貽延至翌日不治身亡。張汶祥刺殺成功之後束手就擒，在獄中透露，下手行刺的主因是馬新貽「不仁不義」，但實情則矢口不說，指名曾國藩和刑部尚書鄭敦謹來審理，才願供出實情。
案發前，江蘇巡撫丁日昌子丁慧衡於秦淮河畔為了爭奪妓女，與馬新貽幕府之官爭風喫醋起衝突，後來馬新貽下令逮捕丁慧衡。丁日昌出於湘軍系統，有指是他為了報復馬新貽拘捕其子而策劃暗殺。也有一說為馬新貽本身並非湘軍系統，慈禧太后任他為兩江總督，是密令他暗查湘軍曾掠奪多少太平軍財寶，因而被湘軍人士謀害。
江寧將軍魁玉審理刺馬案月餘，毫無進展，九月一日，張之洞從兄張之萬赴金陵，與魁玉會審，马新贻部屬袁保庆等人要求严刑问讯，张之萬以「案情重大，不便徒事刑求。偿未正典刑而瘐死，谁负其咎」拒絕，最後仍無結果，张之萬匯同魁玉上奏说：「兇犯張汶祥曾从髮、捻，复通海盗，因马新贻前在浙抚任内，剿办南田海盗，戮伊伙党甚多。又因伊妻罗氏为吴炳燮诱逃，曾于马新贻阅边至宁波时，拦舆呈控，未准审理，该犯心怀忿恨。适在逃海盗龙启云等复指使，張汶祥为同伙报仇，即为自己泄恨，張汶祥被激允许。……本年七月二十六日，随从混进督署，突出行凶，再三质讯，矢口不移其供，无另有主使各情，尚属可信。」
慈禧太后對此調查結果不滿，再派刑部尚書鄭敦謹與曾國藩親至兩江總督轅門再查此案，慈禧曾問曾國藩：「此案豈不甚怪？」曾國藩答：「的確怪。」慈禧促曾國藩接任兩江總督，並速至金陵查案，曾國藩卻稱病延遲數月未行；慈禧第二次問起，曾國藩才赴任。抵達金陵江寧府後，曾國藩不審案，卻每日翻看紀曉嵐寫作的志怪小說《閱微草堂筆記》，悠閒度日，至鄭敦謹抵金陵後，曾國藩才開始調閱案卷。鄧之誠《骨董三記》說：「國藩不欲深求，必有不能深求者在。」鄭敦謹連審十四日，案情一無所得，只好和曾国藩联名上奏：“此案张之萬等审讯结果，是实！”同治十年（1871年）三月二十六日，慈禧下旨，将刺客张汶祥凌遲處死。郑敦谨感嘆官場黑暗，索性辞官歸鄉。
未及一年，曾國藩病逝於兩江總督府轅門內，刺馬案遂成為懸案。馬新貽被刺一案後來成為不少戲曲、電影和電視劇中「刺馬」的題材。

## 傳奇
根據民間的傳奇，馬新貽在討伐太平軍時身陷圍陣中，為了詐和，與太平軍首領張汶祥義結金蘭，立誓以大清政府官員的身份，為太平軍做臥底，歷劫歸來後，馬新貽反而以行走太平軍營之便，誘剿太平軍，終至張汶祥這支軍團迅速覆亡，張汶祥認為馬新貽背信忘義，便起刺殺馬新貽之舉。
另一說是太平天國滅亡後，江南為曾國藩的湘軍系統把持，而國家經連年戰亂，府庫耗竭。慈禧太后派任馬新貽接兩江總督，而不派功大的曾國藩，一方面是就是忌憚湘軍，恐湘軍坐大。另一個原因是，攻克金陵後，湘軍軍紀甚差，非但對民眾燒殺擄掠，太平天國庫藏的大量銀兩都沒有上繳朝廷。湘軍方面的說法，是已經都被太平軍燒毀，付之一炬。慈禧太后懷疑都入了曾國藩等將領的口袋，十分不滿，卻又不敢與湘軍為此決裂。因此慈禧太后才派任馬新貽，暗查此事。湘軍人怕私吞戰利品一事被馬新貽揭發出來，遂聯合太平天國舊勢力，刺殺馬新貽，更藉以製造事端，逼迫慈禧太后派任曾國藩為兩江總督。慈禧太后看派去的馬新貽孤掌難鳴，無頭無尾的死去，知道無力管轄江南，於是只好屈從湘軍，改派曾國藩接任兩江總督。而曾國藩老謀深算，怕慈禧太后有疑心，又懼怕輿論，還第一次故意拒絕。他到了金陵，也瞭解私吞戰利品一案，牽連廣泛，又都是他的舊部，案子也辦不下去。
因此，自太平天國後，東南已非清廷勢力所及，實為漢人督撫系統把持。後來庚子拳亂，東南自保運動，良有以也。
但文廷式在其《知过轩随笔》提到有知情人提及刺马案跟背叛太平天国的李昭寿有关，而且张汶祥是替他人报仇，所以内情复杂，知情人不敢多言。

## 衍生作品
- 電影
  - 萬箭穿心（The Oath of Death 1971）邵氏公司
  - 刺馬（The Blood Brothers 1973）邵氏公司
  - 五雷轟頂（Thunderbolt 1973）嘉禾电影
  - 喋血街頭（Bullet in the Head 1990）金公主電影
  - 西環的故事（Story of Kennedy Town 1990）嘉禾电影
  - 滿清十大酷刑之赤裸凌遲（ A Chinese Torture Chamber Story II 1998）嘉禾电影
  - 投名狀（The Warlords  2007），中國電影集團公司
- 電視劇
  - 大刺客之刺馬（1997），TVB
  - 刺馬（1992），台湾（姜大卫、李婉华、邵传勇主演）
  - 張文祥刺馬（2000），中國（韓振華、張志忠、李建群、鄭爽主演）
- 紀錄片
  - 刺馬 中國紀錄片「案藏玄機」。